# Đội tuyển bóng chuyền nam quốc gia Colombia
Đội tuyển bóng chuyền nam quốc gia Colombia là đội bóng đại diện cho Colombia tại các cuộc thi tranh giải và trận đấu giao hữu bóng chuyền nam ở phạm vi quốc tế.

## Đội hình

### Đội hình hiện tại
- Nelson Jeferson Romero
- Emerson Isajar Díaz
- Sergio Gaitán Bolaños
- Jorge González Obregón
- Liberman Agamez
- Carlos Pinillo Quintero
- Alexander Moreno Quejada
- Roberto Alejandro Olarte
- Johan Estrada Campillo
- Jaime Andrés Viafara
- Fredison Mosquera
- Jorge Orlando Olarte